# Peucedanum whytei
Peucedanum whytei är en flockblommig växtart som beskrevs av Minosuke Hiroe. Peucedanum whytei ingår i släktet siljor, och familjen flockblommiga växter. Inga underarter finns listade i Catalogue of Life.